# Parada de Cunhos
Parada de Cunhos é uma povoação portuguesa sede da Freguesia de Parada de Cunhos do Município de Vila Real, freguesia com 7,04 km² de área e 1724 habitantes (censo de 2021), tendo, por isso, uma densidade populacional de 244,9 hab./km².
A Freguesia de Parada de Cunhos inclui no seu território os seguintes lugares: Cabril, Fraga, Gaias, Granja, Parada de Cunhos (sede), Relvas, Ribeira, Silvela e Telheira/Fonte da Rainha.
É uma das freguesias periurbanas de Vila Real (confronta com a freguesia urbana de Vila Real). Nela se situa o Estádio Municipal do Monte da Forca.
Tinha 542 habitantes em 1801, e 757 habitantes em 1849.

## Demografia
A população registada nos censos foi:
| Distribuição da População por Grupos Etários | Distribuição da População por Grupos Etários | Distribuição da População por Grupos Etários | Distribuição da População por Grupos Etários | Distribuição da População por Grupos Etários |
| -------------------------------------------- | -------------------------------------------- | -------------------------------------------- | -------------------------------------------- | -------------------------------------------- |
| Ano                                          | 0-14 Anos                                    | 15-24 Anos                                   | 25-64 Anos                                   | > 65 Anos                                    |
| 2001                                         | 332                                          | 246                                          | 992                                          | 219                                          |
| 2011                                         | 303                                          | 258                                          | 1108                                         | 270                                          |
| 2021                                         | 212                                          | 210                                          | 950                                          | 352                                          |

Referências: 

## História
O primeiro documento escrito referente a Parada de Cunhos que se conhece data de 1128, consistindo numa doação de terras feita por D. Teresa à Ordem dos Templários, onde a terra surge referida como «Parade de Coinolos». Alguns autores referem ainda forais datados de 1202 (D. Sancho I) e 1256 (D. Afonso III), mas não é consensual que a Parada a que se referem seja esta. Seja como for, Parada de Cunhos perdeu o seu estatuto com a fundação de Vila Real (4 de Janeiro de 1289), sendo desde logo integrada no seu termo.